# Waziristan du Sud
Le Waziristan du Sud (en anglais South Waziristan, en ourdou : سويلي وزيرستان) est un district de la province de Khyber Pakhtunkhwa au Pakistan. Il fait partie de la région du Waziristan, le Waziristan du Nord formant l'autre subdivision de cette région. Sa capitale est Wana. 
Avant 2018, le Waziristan du Sud était une agence des régions tribales avant que ces dernières ne fusionnent avec Khyber Pakhtunkhwa. La population essentiellement constituée de tribus pachtounes compte près de 900 000 habitants en 2023. La zone est quasiment exclusivement rurale et peu développée. 
Frontalière avec l'Afghanistan et le Waziristan du Nord, c'est une région stratégique dans la lutte contre les talibans, et l'armée pakistanaise y a mené une vaste offensive en 2009 dans le cadre de l'insurrection islamiste au Pakistan.

## Histoire
Le Waziristan a été sous la domination de plusieurs puissances au cours de l'histoire, notamment l'Empire timouride puis l'Empire moghol. Assimilé en 1858 au Raj britannique, Waziristan est une région tribale particulièrement stratégique de par sa frontière avec l'Afghanistan, notamment dans le cadre des guerres anglo-afghanes.
La zone est rebelle vis-à-vis du pouvoir colonial, et les Britanniques mènent une campagne militaire en 1919-1920 pour mettre fin à la révolte. En 1947, le Waziristan est intégré au Pakistan à la suite de la partition des Indes. 
À l'instar du reste des régions tribales, le Waziristan du Sud est difficilement contrôlé par le pouvoir pakistanais et nourrit un sentiment de défiance envers les autorités. Le régime juridique en place laisse d'un côté une autonomie aux assemblées tribales qui dominent la région, mais les habitants sont privés de nombreux droits dont bénéficient les autres Pakistanais et la zone est directement administrée par le pouvoir central. 
Ce régime juridique est officiellement aboli en mai 2018 et le Waziristan du Sud est intégré à la province voisine de Khyber Pakhtunkhwa, devenant ainsi un district. Cette décision longtemps demandée par la population est saluée alors que les habitants espèrent le développement de la région et l'accès à des services publics de base.

## Insurrection talibane
Le Waziristan du Sud est une région peu peuplée, occupée principalement par des tribus et est souvent vue comme une zone de non-droit au Pakistan. C'est le fief du Mouvement des talibans du Pakistan (TTP), qui se sert de cette zone comme base arrière pour mener des attentats dans le pays. En 2009, les talibans implantés dans cette région sont estimés à 10 000. 
Le 17 octobre 2009, l'armée pakistanaise lance une offensive dans la région ayant pour objectif de reprendre le contrôle et de déloger les talibans. L'opération Rah-e-Nijat mobilise environ 28 000 soldats. Pour mener à bien cette attaque, le gouvernement pakistanais passe des accords de non-agression avec diverses tribus.
Le 12 décembre 2009, le Premier ministre Youssouf Raza Gilani annonce la fin de l'offensive[réf. nécessaire], avant de déclarer que les opérations militaires se poursuivraient. Après plusieurs mois de guerre, les troupes de l'armée semblent en effet avoir repris le contrôle total du Waziristan du Sud, le gros des troupes talibanes ayant fui vers les régions tribales voisines, notamment le Waziristan du Nord.
Le gouvernement pakistanais tente ensuite de pacifier totalement la région, en découvrant les stocks d'armes et en mettant hors d'état de nuire les derniers talibans présents dans la région. L'armée pakistanaise estime qu'il faudra entre 6 mois et un an pour pacifier totalement la région.

## Démographie

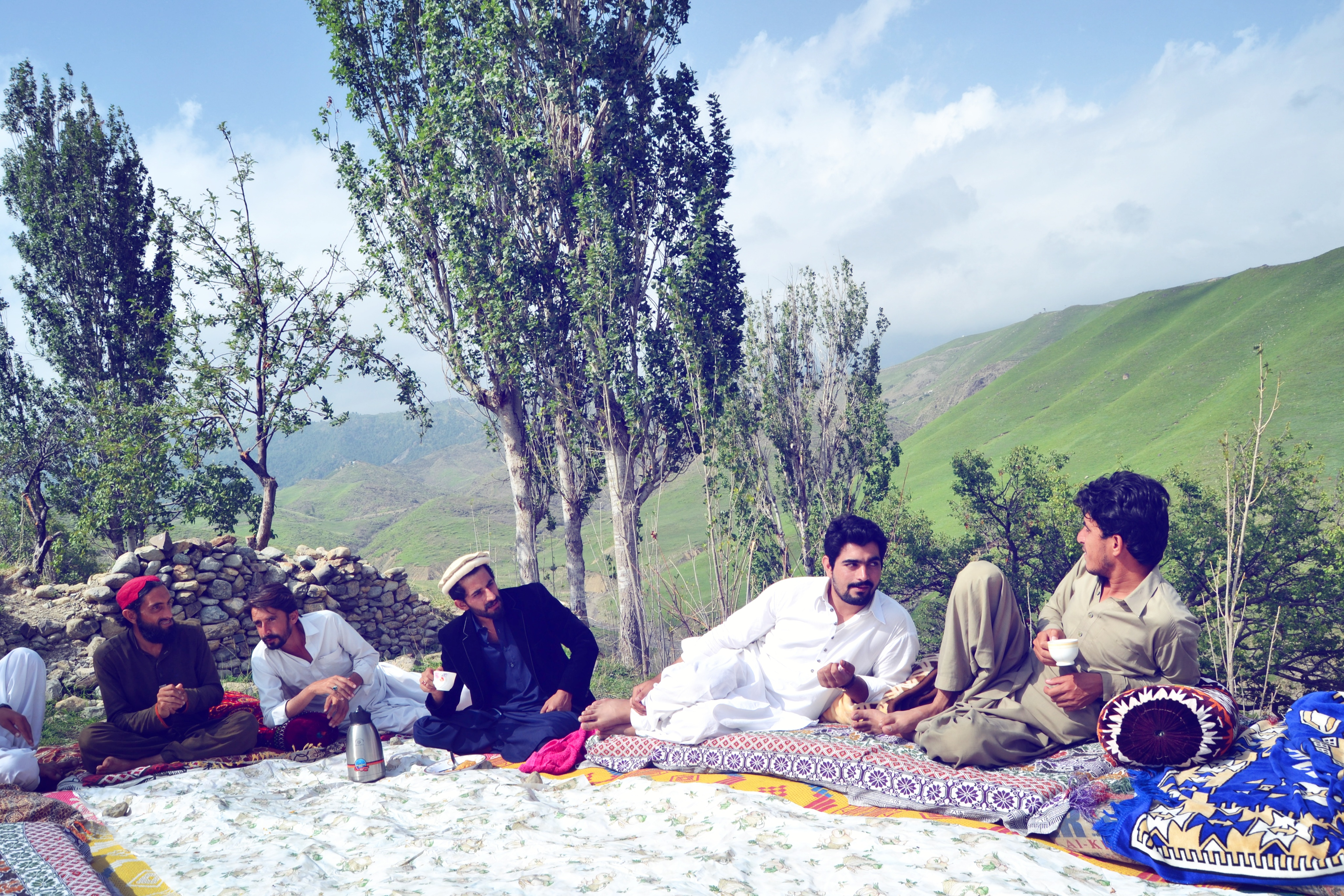
Hommes de tribu à Baddar.

Lors du recensement de 1998, la population de l'agence a été évaluée à 429 841 personnes, dont moins de 2 % d'urbains. Le recensement suivant mené en 2017 pointe une population de 679 185 habitants, soit une croissance annuelle de 2,4 %, équivalent à la moyenne nationale mais un peu inférieure à la moyennes provinciale de 2,9 %.
Selon le recensement de 2023, la population atteint 888 675 habitants. Signe de la vitalité démographique du district, 17,1 % de la population est âgée de moins de cinq ans, contre 15,6 % pour la province et 15,2 % pour le pays.
La population du district est majoritairement d'ethnie pachtoune et la langue la plus parlée est le pachto, à hauteur de 98 % en 2023, comme pour la plupart de la province. La population se rassemble en tribus, dont la plus importante a donné son nom à la région : les Wazirs, mais on trouve aussi les Mehsuds au nord.
Plus de 99 % des habitants du district sont musulmans en 2023. On compte quelques petites minorités, dont 1 556 chrétiens et 28 sikhs.

## Éducation
Seuls 29 % des enfants du district sont scolarisés en 2007 et le taux d'alphabétisation dépasse à peine les 20 %, et présente surtout une forte inégalité de sexes : 32 % pour les hommes contre 4 % pour les femmes. 
Selon le recensement de 2017, l'alphabétisation progresse à 34 %, dont 50 % pour les hommes et 17 % pour les femmes. Cette année, seuls 48 % des enfants de 10 à 14 ans sont scolarisés, dont 62 % des garçons et seulement 34 % des filles. La nouvelle étude de 2023, avec une éthologie peut-être différente, indique que l'alphabétisation stagne : 32 %, bien moins que la moyenne provinciale de 51 %, dont 43 % pour les hommes et 20 % pour les femmes. 

## Administration

Carte détaillée du Waziristan du Sud.

Le district est divisé en neuf tehsils ainsi que 97 Union Councils.
| Tehsil     | Population (rec. 2023) |
| ---------- | ---------------------- |
| Birmil     | 112 757                |
| Ladha      | 108 344                |
| Makin      | 66 042                 |
| Sararogha  | 145 118                |
| Shaktoi    | 44 332                 |
| Serwekai   | 58 804                 |
| Tiarza     | 65 798                 |
| Toi Khulla | 102 835                |
| Wana       | 184 645                |

## Économie

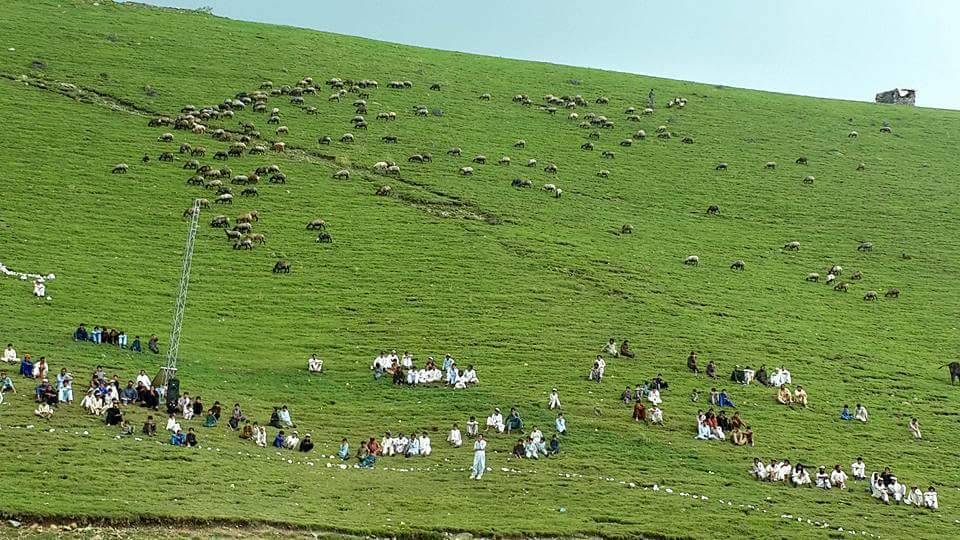
Villageois et troupeau de bêtes près de Baddar.

Le Waziristan du Sud est pauvre, très reculé, peu doté en infrastructures et services publics. La population souffre notamment de malnutrition, de maladies et de manque d'accès à l'eau. Le principal moyen de subsistance des habitants est l'agriculture et l’élevage alors que les paysans disposent surtout de petites surfaces, souvent inférieures à deux hectares. Au Waziristan du Sud, près de 57 % des foyers reçoivent de l'argent de membres de leur famille travaillant ailleurs dans le pays (43 %) ou à l'étranger (14 %) en 2007. 
À la suite de l'intégration du district à la province de Khyber Pakhtunkhwa en 2018, la population espère une hausse des investissements publics. En 2019, le gouvernement annonce un plan de dix ans pour développer les infrastructures, notamment dans le but de permettre un accès au réseau téléphonique.

## Politique
À la suite de la réforme électorale de 2018, le district est représenté par les circonscriptions no 49 et 50 à l'Assemblée nationale. Quand il était intégré aux régions tribales avant 2018, les candidats aux élections étaient interdits de se présenter sous l'étiquette d'un parti politique sous l'effet du régime dérogatoire au droit commun alors en vigueur. 
Lors des élections législatives de 2018, le district ne compte pas encore de circonscription à l'Assemblée provinciale de Khyber Pakhtunkhwa, malgré son intégration récente à cette dernière province. Par ailleurs, un candidat indépendant par ailleurs membre du mouvement Pashtun Tahafuz et un de l'alliance islamiste Muttahida Majlis-e-Amal remportent les sièges en jeu lors de ce scrutin alors que la participation est très faible.  
| Parti                                       | Voix   | %       | Élus nationaux |
| ------------------------------------------- | ------ | ------- | -------------- |
| Muttahida Majlis-e-Amal                     | 15 346 | 18,39 % | 1              |
| Mouvement du Pakistan pour la justice       | 6 591  | 7,90 %  | 0              |
| Parti national Awami                        | 2 619  | 3,14 %  | 0              |
| Autres partis                               | 1 947  | 2,33 %  | 0              |
| Indépendants                                | 56 958 | 68,24 % | 1              |
| Total exprimés (participation : 26,24 %)    | 83 461 | 100 %   | 2              |
| Source : Commission électorale du Pakistan, |        |         |                |